# Каладан
Каладан, Бойну, Тіміт-Ва, Чхімтуйпуй (бірм. ကုလားတန်မြစ်, англ. Kaladan River) — річка у Південно-Східній Азії, протікає територією М'янми та Індії .  Впадає у Бенгальську затоку. Належить до водного басейну Індійського океану.

## Географія

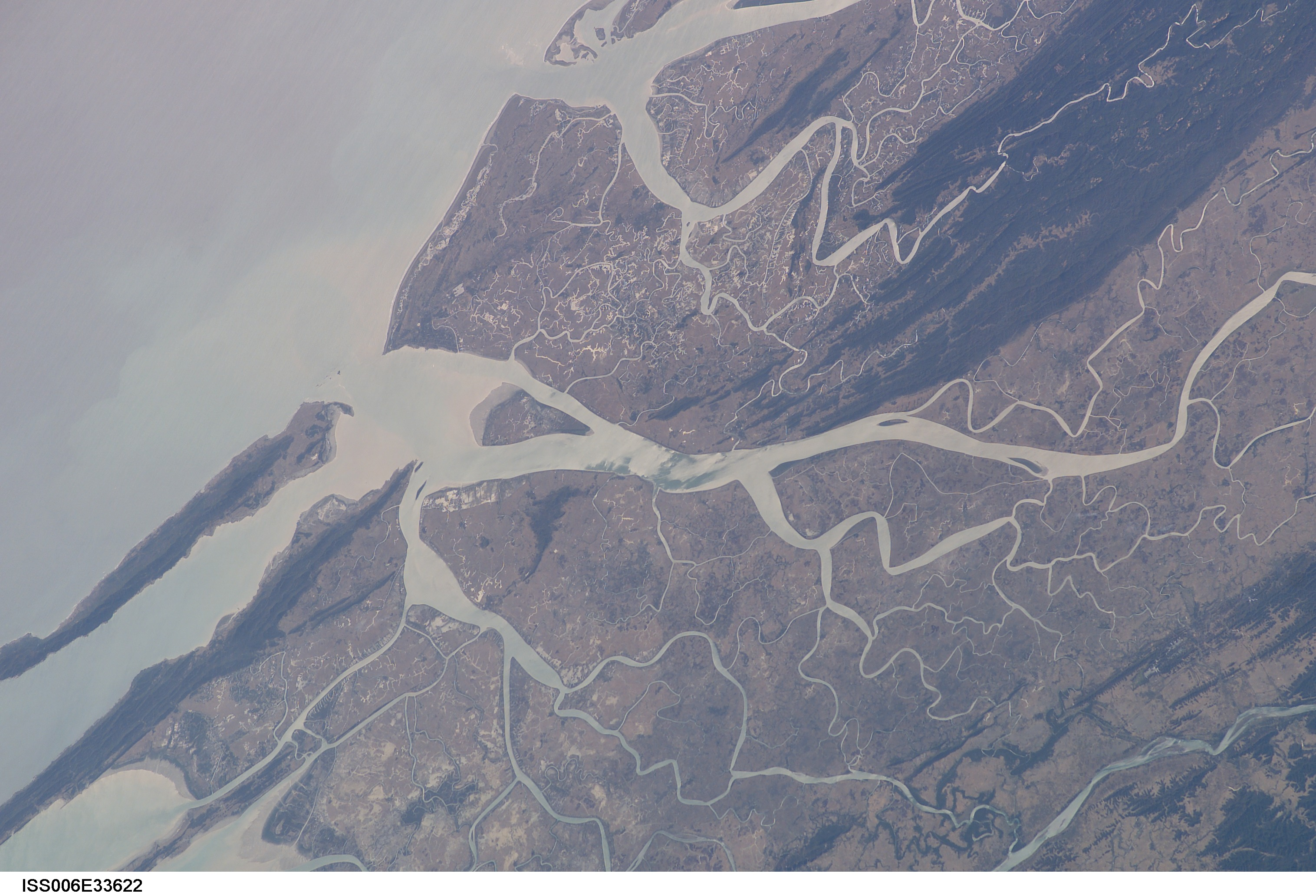
Гирло річки Калаган, гирло річки М'ю (верхня частина знімку), острів Нгапі Кюн (супутниковий знімок)

Річка починає свій витік у центральній частині штату Чин у горах Чин на західних схилах хребта Еїнгму-Кланг, на висоті 2564 м над рівнем моря і носить назву Тіміт-Ва. Тече на південь, після впадіння правої притоки Чай-Ва, відома як річка Бойну. Вона як і раніше тече на південь, а після гирла лівої притоки Тве-Ва з координатами 22°8′40″ пн. ш. 93°34′30″ сх. д. / 22.14444° пн. ш. 93.57500° сх. д., повертає на захід, і тече до координати 22°5′20″ пн. ш. 93°14′12″ сх. д. / 22.08889° пн. ш. 93.23667° сх. д., де повертає на північний захід, а після координати 22°11′6″ пн. ш. 93°9′29″ сх. д. / 22.18500° пн. ш. 93.15806° сх. д., на захід від гори Пабіпа-Кланг (1402 м) - повертає на північ і тече по міжнародному кордоні між Індією та М'янмою. Далі тече на північ до координати 22°47′9″ пн. ш. 93°5′47″ сх. д. / 22.78583° пн. ш. 93.09639° сх. д., після чого плавно повертає на північний захід, тече територією індійського штату Мізорам, і приймає назву Чхімтуйпуй.
На координаті 22°56′21″ пн. ш. 92°58′55″ сх. д. / 22.93917° пн. ш. 92.98194° сх. д. досягає самої північної своєї точки, і повертає на південний захід, приймає притоку Туїчанг з правого берега, і повертає на південь. Каладан (Чхімтуйпуй) приймає з правого боку річку Мат, поблизу перевалу Райта перетинає кордон Індії та М'янми і знову тече територією штату Чин. Поблизу містечка Нгаме перетинає кордон штату Ракхайн і тече на південь до міста Сітуе, де впадає у Бенгальську затоку.
Довжина річки — 450 км. Середньорічний стік води в гирлі близько 3468 м³/с. За цим показником вона займає 78-ме місце у світі. Повне падіння рівня русла річки, від витоку до гирла, становить 2564 м, що відповідає середньому похилу русла — 5,7 м/км. Басейн річки Чхімтуйпуй в штаті Мізорам є найбільшим та має площу 2 74 055 га
Річка в нижній течії разом з сусідніми річками М'ю і Лем'є утворює дельтову зону з великою кількістю руковів та островів. Найбільший острів в гирлі Каладан Нгапі Кюн має довжину близько 7 км.

## Притоки
Річка протягом всієї течії приймає десятки великих та малих приток, найбільші із них (від витоку до гирла): Ківегу (лів.), Калабон (лів.), Йо-Чаунг (пр.), Янва-Чаунг (лів.), Пі-Чаунг (пр.), Мі-Чаунг (лів.), Кавртгінгденґ (пр.), Мат (пр.), Туїчанг (пр.), Туйпуй (права), Тіау (пр.), Тве-Ва (лів.). По річці  Тіау проходе міжнародна лінія кордону між Мізорамом (Індія) і М'янмою на відстані близько 83 кілометрів.

## Населенні пункти
Басейн річки та береги, в гірській частині течії (верхів'я та частина середньої течії) малозаселені, тут розташовані невеличкі населенні пункти, в рівнинній частині течії, крім невеликих населених пунктів, з'являються містечка і невеликі міста. Найбільші населенні пункти (від витоку до гирла): Дангвар, Лунгранг, Каладан, Тароайнг, Палетва, Швеб'є, Алегюн, Каунгдок, Пайктева, К'яунтау, Пайктеєт, Синох, Паукто, Апаукуа, Набукан, Понаг'юн, Танко, Мінган, Сітуе (Ак'яб).

## Транснаціональний шлях
Ця річка є частиною Мультимодального транзитного транспортного проекту Каладан,   що повинен з'єднати морським шляхом індійський морський порт Колката з морським портом Сіттве в штаті Ракхайн, М’янма. У М’янмі шлях буде проходити по річці Каладан з порту Сітуе до Палетвою в штаті Чин, а потім по шоссе  до штату Мізорам на північному сході Індії. На початок 2024 року проект не закінчено, через відсутності дороги Зорінпуй-Палетва, що через військові дії у М'янмі не може бути закінчена. 

## Галерея

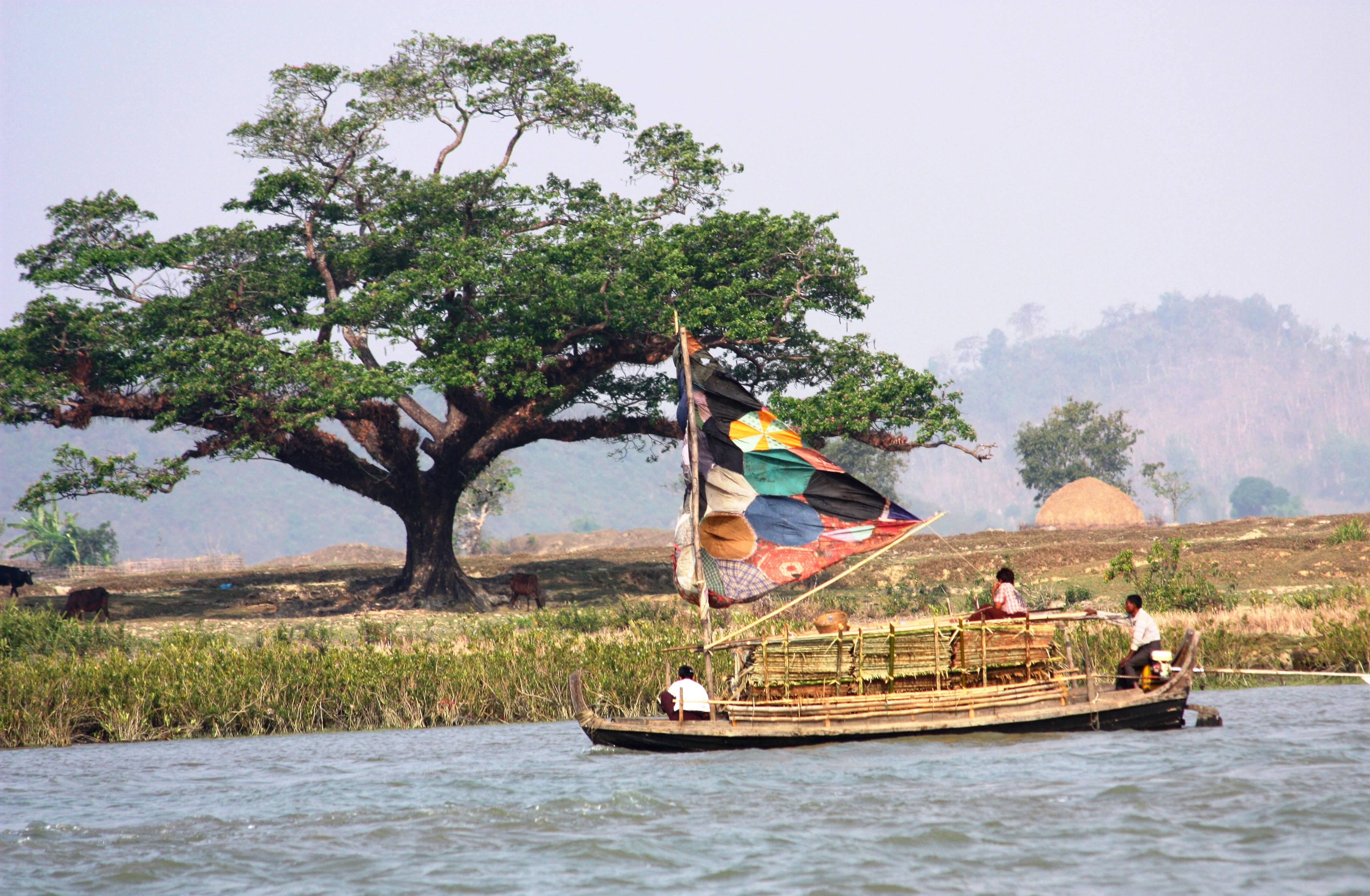
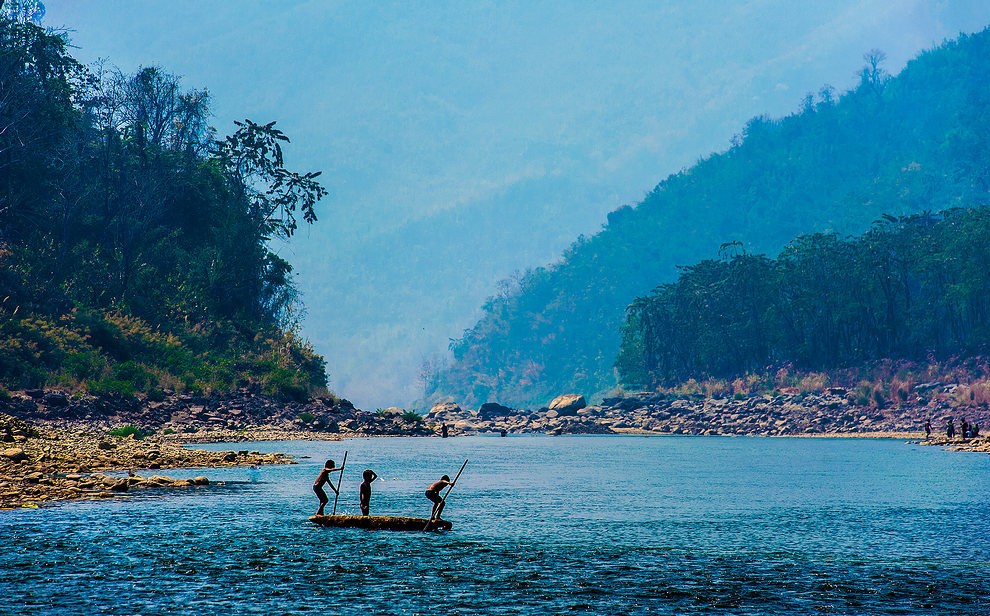
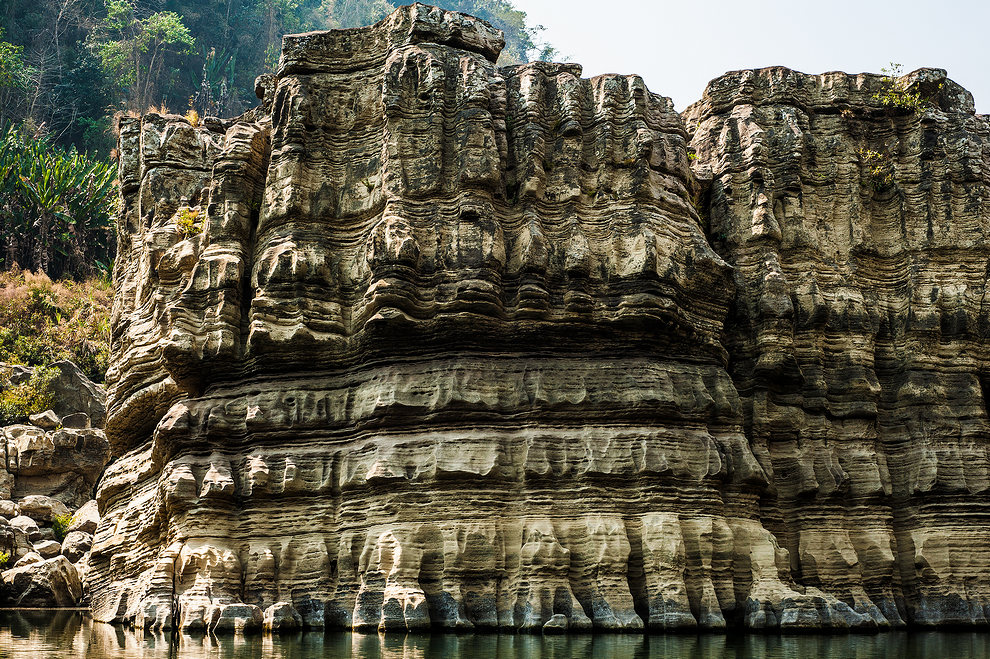
Гірська порода відома як «Замок Каладан» в Мізорамі